# Từ Công Phụng
Từ Công Phụng (sinh ngày 27 tháng 7 năm 1942) là một nhạc sĩ người Chăm. Ông là một trong những nhạc sĩ tiêu biểu cho tân nhạc Việt Nam trong thập niên 1960, 1970 cùng với Vũ Thành An, Ngô Thụy Miên, Trịnh Công Sơn và Lê Uyên Phương...; là tác giả của các ca khúc trữ tình được nhiều người biết đến như "Bây giờ tháng mấy", "Mắt lệ cho người", "Giọt lệ cho ngàn sau", "Trên ngọn tình sầu", "Mùa xuân trên đỉnh bình yên",... Ông cũng hát một số trong những bài hát của chính mình.
Từ Công Phụng tốt nghiệp cử nhân luật, từng là biên tập viên đài phát thanh VOF. Trong thời gian học trường Đại học Văn khoa Sài Gòn, Ông gặp Từ Dung là con gái út của nhà văn Nguyễn Tường Long - Hoàng Đạo, yêu và cưới cô. Ông cưới cô theo đúng nghĩa là có sính lễ và rước rể về nhà vợ theo truyền thống mẫu hệ của người Chàm. Hai vợ chồng bắt đầu lên sân khấu hát cặp với nhau từ năm 1967, thường sinh hoạt ở Quán Văn trong khuôn viên Văn Khoa từ 1968, cùng thời với Khánh Ly và Trịnh Công Sơn. Hai vợ chồng đã thu một Cuốn băng (Tơ Vàng 3) vào năm 1971, rồi sau đó khi Quán Văn đóng cửa kéo về Quán Gió của Nam Lộc trên đường Võ Tánh.
Ông tham gia sáng tác nhạc từ năm 1960. Sau 30 tháng 4 năm 1975, các sáng tác của ông bị cấm lưu hành tại Việt Nam cho đến năm 2003.
Ông rời Việt Nam từ tháng 10 năm 1980 và hiện đang định cư tại Portland, Oregon, Hoa Kỳ. Năm 1998, ông có trở về thăm quê hương Ninh Thuận nhưng không tham gia hoạt động âm nhạc. Tháng 5 năm 2008, ông lại trở về Việt Nam và lần này có biểu diễn trong chương trình "45 năm tình ca Từ Công Phụng" tại một phòng trà có tiếng ở thành phố Hồ Chí Minh.

## Tiểu sử và sự nghiệp sáng tác
Năm 16 tuổi, ông tự học về âm nhạc qua cuốn sách Harmonie et Orchestration của Robert de Kers, bản tiếng Pháp, xuất bản tại Paris, năm 1944. Năm 1960, ông sáng tác nhạc phẩm đầu tay Bây giờ tháng mấy khi mới 18 tuổi, tác phẩm nhanh chóng được giới sinh viên Văn Khoa yêu mến. Thời gian ở Đà Lạt, Từ Công Phụng cùng một số bạn học mới trong đó có nhạc sĩ Lê Uyên Phương, thành lập ban nhạc Ngàn Thông chơi nhạc hàng tuần trên đài phát thanh Đà Lạt. Ca khúc Bây giờ tháng mấy của ông cũng được trình bày lần đầu tiên qua làn sóng phát thanh này. Sau đó, ông lần lượt sáng tác những ca khúc như Mùa thu mây ngàn, Bài cho em...
Các tác phẩm của Từ Công Phụng dù mang màu sắc của những mối tình đã đổ vỡ, nhưng chưa bao giờ ông có ý oán trách người phụ nữ trong các tác phẩm của mình - và các tác phẩm của ông đều chứa đựng hai thông điệp: cám ơn và xin lỗi.
Trung tâm Thúy Nga từng thực hiện chương trình vinh danh và những sáng tác của ông:
- Paris By Night 64 - Đêm Văn Nghệ Thính Phòng (cùng với hai nhạc sĩ Tuấn Khanh và Vũ Thành An)
- Paris By Night 135 - Từ Công Phụng - Trên Ngọn Tình Sầu

Theo chính Từ Công Phụng nhận định, 3 ca sĩ khiến ông thích nhất khi hát nhạc của mình là Tuấn Ngọc, Khánh Hà và Trần Thu Hà.

## Danh sách ca khúc
| Tên ca khúc                    | Lời/Phổ thơ       | Năm  | Tên ca khúc                   | Lời/Phổ thơ  | Năm  |
| ------------------------------ | ----------------- | ---- | ----------------------------- | ------------ | ---- |
| Âm thầm mưa                    | Tuệ Nga           | 1988 | Bài cho em                    |              | 1965 |
| Bây giờ tháng mấy              |                   | 1960 | Bây giờ tháng mấy (ca khúc 2) | Khuyết Danh  | 1964 |
| Bên kia đời quạnh quẽ          |                   | 1997 | Bóng hoàng hôn                |              |      |
| Cánh chim vùng hoang dại       |                   |      | Còn một buổi chiều            |              |      |
| Đêm độc thoại                  |                   |      | Đêm không cùng                |              | 1969 |
| Đời bỗng phù du                |                   | 1985 | Đừng nữa nhé, chia ly         | Du Tử Lê     | 1994 |
| Giận hờn                       | Nguyễn Đình Nhạc  | 1997 | Giáng sinh xanh               |              |      |
| Giọt lệ cho ngàn sau           |                   | 1969 | Giữ đời cho nhau (Ơn em)      | Du Tử Lê     |      |
| Hóa kiếp                       | Nguyễn Đông Ngạc  |      | Hóa thạch                     | Hà Huyền Chi | 1992 |
| Khi tôi đến nơi đây            |                   | 1981 | Kiếp dã tràng                 |              | 1968 |
| Lời của mẹ                     |                   |      | Lời của thành phố             |              |      |
| Mắt Em Buồn                    | Linh Vũ           |      | Mưa Trên Ngày Tháng Đó        |              | 1968 |
| Tình Tự Mùa Xuân               |                   | 1971 | Trên Ngày Tháng Đã Qua        |              | 1973 |
| Như chiếc que diêm             |                   | 1975 | Mắt lệ cho người              |              | 1972 |
| Tuổi xa người                  |                   | 1967 | Trên ngọn tình sầu            | Du Tử Lê     | 1970 |
| Lời Cuối                       |                   | 1968 | Xứ Thâm Trầm                  | Đông Duy     | 1970 |
| Một Góc Đời Phôi Pha           |                   | 1997 | Ngồi Bên Nhau                 |              | 1966 |
| Yêu Người                      | Hạ Đỏ Bích Phượng |      | Vào Mưa                       |              |      |
| Mòn Mỏi                        |                   | 1968 | Từ Khúc                       |              | 1969 |
| Như Ngọn Buồn Rơi              |                   | 1969 | Mùa Thu Mây Ngàn              |              | 1963 |
| Rời Nhau                       |                   | 1965 | Mùa Xuân Trên Đỉnh Bình Yên   |              | 1968 |
| Nằm Nghe Em Hát Trên Vùng Biển | Kim Tuấn          | 1976 | Mãi Mãi Bên Em                |              | 1998 |

## Các tiết mục trình diễn trên sân khấu hải ngoại

### Trung tâm Thúy Nga
| STT | Tiết mục                                          | Thể hiện với                              | Chương trình                                          | Năm  |
| --- | ------------------------------------------------- | ----------------------------------------- | ----------------------------------------------------- | ---- |
| 1   | LK Tuổi Xa Người & Bài Cho Em (Từ Công Phụng)     | Khánh Ly                                  | Paris By Night 58 Những Sắc Màu Trong Kỷ Niệm         | 2001 |
| 2   | Mãi Mãi Bên Em (Từ Công Phụng)                    | solo                                      | Paris By Night 64 Đêm Văn Nghệ Thính Phòng            | 2002 |
| 3   | Trên Ngọn Tình Sầu (Từ Công Phụng, thơ: Du Tử Lê) | Đình Bảo, Lam Anh, Ngọc Hạ, Trần Thái Hòa | Paris By Night 135 Từ Công Phụng - Trên Ngọn Tình Sầu | 2023 |
| 4   | Bây Giờ Tháng Mấy 2 (Từ Công Phụng)               | solo                                      | Paris By Night 135 Từ Công Phụng - Trên Ngọn Tình Sầu | 2023 |
| 5   | Ngồi Bên Nhau (Từ Công Phụng)                     | Ý Lan                                     | Paris By Night 135 Từ Công Phụng - Trên Ngọn Tình Sầu | 2023 |
| 6   | Giữ Đời Cho Nhau (Từ Công Phụng, thơ: Du Tử Lê)   | các ca sĩ                                 | Paris By Night 135 Từ Công Phụng - Trên Ngọn Tình Sầu | 2023 |

### Trung tâm Asia
| STT | Tiết mục                         | Thể hiện với | Chương trình                                                          | Năm  |
| --- | -------------------------------- | ------------ | --------------------------------------------------------------------- | ---- |
| 1   | Mắt Lệ Cho Người (Từ Công Phụng) | Lệ Thu       | ASIA 49 Âm Nhạc Vòng Quanh Thế giới 2 - Những Bài Hát Hay Nhất Thế Kỷ | 2005 |